# Операција Олуја
Операција Олуја је била посљедња велика битка рата у Хрватској и знатан фактор у исходу рата у Босни и Херцеговини. Била је то одлучујућа побједа Хрватске војске (ХВ) и стратешка побједа Армије Републике Босне и Херцеговине (АРБиХ). ХВ је имала подршку Хрватске специјалне полиције, која ја напредовала са планине Велебит, док се АРБиХ налазила у Бихаћком џепу, у позадини Српске војске Крајине (СВК). Битка је била највећа европска копнена битка од Другог свјетског рата, а покренута је да би Хрватска успоставила контролу над 10.400 km² (око 18,4% територије на коју је полагала право), а Босна и Херцеговина над Западном Босном. Операција Олуја почела је у зору 4. августа 1995, док је крај проглашен 7. августа увече, иако су значајне операције чишћења џепова отпора трајале до 14. августа.
Спровођењем операције Олуја ефективно је окончана блокада Бихаћа, а ХВ, АРБиХ и Хрватско вијеће одбране (ХВО) доведене су у положај којим је промијењен однос војних снага у Босни и Херцеговини кроз операцију Маестрал 2 која је услиједила. Операција је изграђена на напредовању ХВ и ХВО током операције Љето ’95, током које су задобијени стратешки положаји који су омогућавали брзо заузимање Книна, главног града Српске Крајине, и на континуираном наоружавању и обуци ХВ од почетка рата у Хрватској. Сама операција услиједила је након неуспјешне мировне мисије Уједињених нација и дипломатских напора да се ријеши сукоб.
Стратешки успјех ХВ и АРБиХ био је резултат низа побољшања самих оружаних снага и кључних продора на положајима СВК које су касније искористиле ХВ и АРБиХ. Напад није био успјешан одмах у свим секторима, али је заузимање кључних положаја довело до колапса командне структуре СВК и укупне одбрамбене способности. Хрватско заузимање Босанског Грахова, непосредно прије операције, као и напредовање специјалне полиције до Грачаца, учинило је одбрану Книна готово немогућом. У Лици, двије хрватске бригаде брзо су пресјекле подручје под контролом СВК, којем је недостајала тактичка дубина и покретне резервне снаге, затим су изоловале џепове отпора, поставиле мобилне снаге за одлучујући удар према сјеверу у зону одговорности зборног подручја Карловац и потиснуле СВК ка Банији. Пораз СВК код Глине и Петриње, након тешке дефанзиве, поражен је и 39. банијског корпуса СВК јер је његову резерву приковала АРБиХ. Док је 21. кордунашки корпус СВК био принуђен на предају. Република Српска Крајина се ослањала на оружане снаге Републике Српске и Савезне Републике Југославије као своју стратешку резерву, али се оне нису мијешале у битку. Сједињене Америчке Државе су такође имале улогу у операцији упућивањем Хрватске на америчку војну консултантску фирму МПРИ, која је потписала уговор са Пентагоновом лиценцом за савјетовање, обуку и пружање обавјештајних података ХВ.
ХВ и специјална полиција имале су губитке 174–211 погинулих или несталих, док је СВК имала 560 погинулих војника. Погинула су и четири мировњака УН. ХВ је заробила 4.000 војника. Број погинулих српских цивила је споран — хрватски извори наводе 214, док српски извори наводе 1.192 погинула или нестала цивила. Током и након офанзиве, између 200.000 и 250.000 Срба је избјегло са подручја које је раније држала СВК, а хрватске снаге су на том подручју починиле разне злочине над преосталим цивилима.
Међународни кривични трибунал за бившу Југославију (МКТЈ) касније је судио тројици хрватских генерала оптужених за ратне злочине и учешће у удруженом злочиначком подухвату смишљеном да протјера српског становништво из Хрватске, иако су сва тројица на крају ослобођена, а суд је одбацио оптужбе за злочиначки подухват. МКТЈ је закључио да операција Олуја није имала за циљ етнички прогон, јер цивили нису били намјерно гађани. МКТЈ је навео да су ХВ и специјална полиција починиле велики број злочина над српским становништвом након артиљеријског напада, али да државни и војни врх није одговоран за њихово стварање и организовање и да Хрватска није имала конкретну намјеру расељавање српске мањине у земљи. Међутим, Хрватска је донијела дискриминаторске мјере како би Србима отежала повратак. Human Rights Watch је извијестио да су огромну већину злостављања током операције починиле хрватске снаге и да су се злостављања у великим размјерама наставила мјесецима након тога, укључујући погубљења по кратком поступку српских цивила и уништавања српске имовине. Србија је 2010. тужила Хрватску пред Међународним судом правде (МСП), тврдећи да је офанзива представљала геноцид. Суд је 2015. одлучио да офанзива није геноцидна и потврдио претходне пресуде МКТЈ.

## Претходна дешавања
У новембру 1994, блокада Бихаћа ушла је у критичну фазу јер су Војска Републике Српске (ВРС) и Српска војска Крајине (СВК) биле надомак заузимања Бихаћа, којег су држале снаге Армије Републике Босне и Херцеговине (АРБиХ). Било је то стратешко подручје, а од јуна 1993. Бихаћ је био једна од шест сигурних подручја Уједињених нација у Босни и Херцеговини.
Америчка администрација је сматрала да ће српско заузимање Бихаћа интензивирати рат и довести до хуманитарне катастрофе, веће од било које друге у сукобе до тада. Међу Сједињених Државама, Француском и Уједињеним Краљевством постојала је подјела у вези начина заштите тог подручја. Сједињене Државе су позвале на ваздушне ударе на ВРС, али су се Француска и Уједињено Краљевство успротивиле због забринутости за безбједности и жељу да се одржи неутралност француских и британских трупа распоређених у саставу Унпрофора у Босни и Херцеговини. Заузврат, Сједињене Државе нису биле вољне да ангажују копнене трупе.
С друге стране, Европљани су признали да су Сједињене Државе слободне да предложе војну конфронтацију са Србима док се ослањају на европске силе да блокирају сваки такав потез, пошто је предсједник Француске Франсоа Митеран обесхрабрио било какву војну интервенцију, у великој мјери помажући српске ратне напоре. Француски став се промијенио након што је Жак Ширак изабран за француског предсједника у мају 1995, притискајући Британце да усвоје агресивнији приступ.
Од стратешке важности за Хрватску било је спријечити Србе да заузму Бихаћ, а хрватски генерал и начелник Главног штаба Хрватске војске Јанко Бобетко сматрао је да потенцијални пад Бихаћа представља крај хрватских ратних напора.
У марту 1994. потписан је Вашингтонски споразум, којим је окончан Хрватско-бошњачки рат и Хрватској су обезбијеђени војни савјетници из америчке приватне војне компаније Војни професионални ресурси (ВПР). Умијешаност Сједињених Држава одражавало је нову војну стратегију коју је подржао амерички предсједник Бил Клинтон у фебруару 1993. године.
Пошто је ембарго Уједињених нација на оружје још увијек био на снази, ВПР је ангажован наводно да припреми ХВ за учешће у Партнерству за мир, политичко-војни програм Натоа. ВПР је обучавао официре и особље ХВ четрнаест седмица од јануара до априла 1995. Такође, спекулисало се у неколико извора, укључујући чланак Лесли Вејн у The New York Times и у разним извјештајима српских медија, да је ВПР такође могао давати доктринарне савјете, планирање сценарија и сателитске обавјештајне податке америчке владе Хрватској, иако су ВПР, амерички и хрватски званичници негирали такве тврдње. У новембру 1994. Сједињене Државе су једнострано окончале ембарго на оружје против Босне и Херцеговине, у ствари дозвољавајући ХВ да се снабдијева док су пошиљке оружја текле кроз Хрватску.
Вашингтонски споразум је такође резултовао низом састанака између хрватске и америчке владе и војних званичника у Загребу и Вашингтону. Хрватски представници предложили су 29. новембра 1994. напад на територију под српског контролом из Ливна, како би одвукли снаге које су блокирале Бихаћ и тиме спријечити српско заузимање града. Пошто амерички званичници нису одговорили на приједлог, хрватски главни штаб је истог дана наредио спровођење операције Зима ’94, коју су требали извести ХВ и Хрватско вијеће одбране (ХВО). Осим што је допринио одбрани Бихаћа, напад је помјерио линију додира ХВ и ХВО ближе путевима снабдијевања Српске Крајине.
Сједињене Државе, Русија и Европска унија (ЕУ) и УН настојале су да замијене Венсов план, који је довео Унпрофор. Они су формулисали план З-4 дајући областима са српском већином у Хрватској значајну аутономију.
Након бројних и често некоординисаних измјена предложеног плана, укључујући и цурење елемената нацрта у штампу у октобру, план З-4 је представљен 30. јануара 1995. године. План није одговарао ни Српској Крајини, ни Хрватској. Хрватска је била забринута да би Српска Крајина могла да га прихвати, али је Туђман схватио да Милошевић, који ће на крају донијети одлуку у име Српске Крајине, неће прихватити план из страха да би то био преседан везан за политичко рјешење косовског питања — дозвољавајући Хрватској да прихватити план са малим могућностима да се он спроведе. Српска Крајина је одбила да прими текст плана, а камоли да прихвати план у потпуности.
У децембру 1994. Хрватска и Српска Крајина су склопиле економски споразум о обнављању друмских и жељезничких веза, снабдијевању водом и гасом и коришћењу дијела Јадранског нафтовода. Иако неки од споразума никада нису спроведени, дио аутопута Загреб—Београд који је пролазио кроз територију Српске Крајине код Окучана и нафтовод су отворени. Након инцидента са смртним исходом који се догодио крајем априла 1995. на недавно отвореном аутопуту, Хрватска је напала цјелокупну територију Српске Крајине у западној Славонији током операције Бљесак, преузимајући пуну контролу над територијом до 4. маја, три дана након почетка операције. Као одговор, СВК је ракетирала Загреб користећи М-87 Оркан са касетном муницијом. Након тога, Милошевић је одредио вишег официра Војске Југославије за команданта СВК, а заједно са њим је послао и оружје, теренске официре и хиљаде Срба рођених на подручју Српске Крајине који су присилно регрутовани у редове СВК.
СВК и ВРС су 17. јула започеле нове напоре ка заузимању Бихаћа, тако што су прошириле резултате постигнуте током операције Паук. Тај потез је ХВ пружио прилику да прошири своје територијалне добитке стечене током операције Зима ’94 напредовањем из Ливањске долине. Туђман и предсједник Предсједништва РБиХ Алија Изетбеговић потписали су 22. јула Сплитски споразум који се односио на међусобну одбрану, а којим је омогућено напредовање ХВ у БиХ. ХВ и ХВО су брзо дјеловали и током операције Љето ’95 заузели Босанско Грахово и Гламоч 28–29. јула. Напад је одвукао неке јединице СВК од Бихаћа, али не онолико колико се очекивало. Међутим, ХВ је тиме стављена у одличан положај, јер је изолована Книн од Републике Српске, уједно и од Југославије.
Крајем јула и почетком августа била су још два покушаја оживљавања плана З-4 и економског споразума из 1994. године. Српска Крајина је игнорисала разговоре предложене 28. јула, а посљедњи разговори одржани су у Женеви 3. августа. Они су убрзо прекинути пошто су и Хрватска и Српска Крајина одбациле компромис који је предложио специјални представник Генералног секретара УН Торвалд Столтенберг, који је у суштини позивао на даље преговоре касније. Поред тога, Српска Крајина је одбацила низ хрватских захтјева, укључујући и разоружање, и није успјела да још једном усвоји план З-4. Разговоре је Хрватска искористила да припреми дипломатски терен за операцију Олуја, чије је планирање завршено током састанка Туђмана и војних команданата на Брионима 31. јула.
ХВ је покренула велику мобилизацију крајем јула, убрзо након што је генерал Звонимир Червенко постао нови начелник Главног штаба 15. јула. Хрватски недјељник Национал објавио је 2005. да су Сједињене Државе активно учествовале у припреми, праћењу и покретању операције Олуја, да је зелено свјетло предсједника Клинтона пренио амерички војни аташе у Загребу, а операције су пренијете у реалном времену до Пентагона.

## Борбени поредак
Оперативни план ХВ је изнијет у четири одвојена дијела, означена као Олуја-1 до 4, који су додијељени различитим армијским корпусима (хрв. zborno područje) на основу њихових појединачних подручја одговорности. Планирано да је сваки план траје четири до пет дана. Снаге које је ХВ распоредила за напад на Српску Крајину биле су организоване у пет армијских корпуса: Сплит, Госпић, Карловац, Загреб и Бјеловар. Шест подручја је додијељено Хрватској специјалној полицији унутар подручја одговорности Сплитског корпуса, недалеко од границе са Госпићким корпусом. Сплитском корпусу, који се налазио на крајњем југу ратишта операције и којим је командовао генерал-пуковник Анте Готовина, додијељен је план Олуја-4, који је био примарна компонента операције Олуја. Сплитски корпус је издавао наређења за борбу под кодним именом Козјак-95, што није била неуобичајена пракса. Сплитском корпусу од 30.000 војника супротставио се 7. сјевернодалматински корпус СВК од око 10.000 војника, са штабом у Книну на чијем челу се налазио генерал-мајор Слободан Ковачевић. Специјална полиција са 3.100 припадника, распоређена на планини Велебит на лијевом крилу Сплитског корпуса, била је непосредно потчињена Главном штабу ХВ којим је командовао генерал-пуковник Младен Маркач.
Госпићки корпус ХВ са 25.000 војника добио је компоненту операције Олуја-3, лијево од зоне специјалне полиције. Корпусом је командовао бригадни генерал Мирко Норац, а супротставио му се 15. лички корпус СВК, са штабом у Кореници, којим је командовао генерал-мајор Стеван Шево. 15. лички корпус, који је бројао око 6.000 војника, налазио се између Госпићког корпуса ХВ и АРБиХ у Бихаћком џепу у позадини СВК, чинећи широко, али плитко подручје. 5. корпус АРБиХ је распоредио око 2.000 војника у зони. Госпићки корпус, коме је додијељен дио фронта од 150 км, имао је задатак да пресјече Српску Крајину на два дијела и да се повеже са АРБиХ, док је АРБиХ имала задатак да обузда снаге СВК које су биле у контакту са Бихаћким џепом.
Загребачки корпус ХВ, коме је додијељен план Олуја-1, којим је у почетку командовао генерал-мајор Иван Басарац, налазио се на лијевом крилу Карловачког корпуса, а био је распоређен на три главна правца напада — према Глини, Петрињи и Хрватској Костајници. Супротставио му се 39. банијски корпус СВК, са штабом у Глини, којим је командовао генерал-мајор Слободан Тарбук. Загребачки корпус је имао задатак да заобиђе Петрињу, да неутралише артиљерију и ракете СВК које су могле гађати хрватске градове, вршећи секундарни удар из Суње према Хрватској Костајници. Његова секундарна мисија била је угрожена, када су батаљон специјалне полиције и 81. гардијски батаљон који су требали да предводе напредовање, распоређени на друге положаје, што је приморало на измјену плана. Загребачки корпус се састојао од 30.000 војника, док је против себе имао 9.000 војника СВК и око 1.000 војника АРБиХ у позадини у Бихаћком џепу. На почетку операције Олуја, око 3.500 војника СВК било је сукобу са АРБиХ. Бјеловарски корпус ХВ, на лијевом крилу Загребачког корпуса, покривао је подручје уз ријеку Уну, а имао је истурено командно мјесто у Новској. Корпусом је командовао генерал-мајор Лука Џанко. Насупрот Бјеловарског корпуса ХВ налазио се дио 39. банијског корпуса СВК. Бјеловарски корпус је био укључен у напад 2. августа и због тога му није издат посебан оперативни план.
СВК је подијелила своје снаге на том подручју на два дијела, при чему су 7. сјевернодалматински и 15. лички корпус били потчињени Главом штабу СВК, а остатак груписан у оперативну групу Кордун којом је командовао генерал-потпуковник Миле Новаковић. Територијално, подјела је одговарала сјеверном и јужном сектору заштићених подручја Уједињених нација.
Процјене о укупном броју трупа које су распоређене зараћене стране значајно варирају. Хрватске снаге су процијењене на од 100.000 до 150.000, али већина извора наводи око 130.000 војника. ХВ је снагу трупа СВК у секторима Сјевер и Југ прије операције Олуја процијенила на приближно 43.000 војника. Детаљније процјене ХВ о бројности појединих корпуса СВК указују на 34.000 војника, док српски извор наводе 27.000 војника. Неслагање се обично одражава у литератури као процјена на око 30.000 војника. АРБиХ је распоредила око 3.000 војника на положаје СВК код Бихаћа. Крајем 1994, НОЗБ је на располагању имала 4.000—5.000 војника који су били распоређени јужно од Велике Кладуше против снага АРБиХ.
| Корпус             | Јединице                                                   | Напомена                                                                                            |
| ------------------ | ---------------------------------------------------------- | --------------------------------------------------------------------------------------------------- |
| Сплитски корпус    | 4. гардијска бригада                                       | подручје Босанског Грахова                                                                          |
| Сплитски корпус    | 7. гардијска бригада                                       | подручје Босанског Грахова                                                                          |
| Сплитски корпус    | 81. гардијски батаљон                                      | подручје Гламоча                                                                                    |
| Сплитски корпус    | 1. хрватска гардијска бригада                              | дио 1. хрватског гардијског корпуса; држан у резерви на подручју Босанског Грахова                  |
| Сплитски корпус    | 6. домобрански пук                                         | подручје Сиња                                                                                       |
| Сплитски корпус    | 126. домобрански пук                                       | подручје Сиња                                                                                       |
| Сплитски корпус    | 144. домобрански пук                                       | подручје Сиња                                                                                       |
| Сплитски корпус    | 142. домобрански пук                                       | подручје Шибеника                                                                                   |
| Сплитски корпус    | 15. домобрански пук                                        | подручје Шибеника                                                                                   |
| Сплитски корпус    | 113. пјешадијска бригада                                   | подручје Шибеника                                                                                   |
| Сплитски корпус    | 2. батаљон 9. гардијске бригаде                            | подручје Задра                                                                                      |
| Сплитски корпус    | 112. пјешадијска бригада                                   | подручје Задра                                                                                      |
| Сплитски корпус    | 7. домобрански пук                                         | подручје Задра                                                                                      |
| Сплитски корпус    | 134. домобрански пук                                       | подручје Задра                                                                                      |
| Сплитски корпус    | 10. артиљеријско-ракетни пук ХВО                           | подршка Сплитском корпусу                                                                           |
| Сплитски корпус    | 14. артиљеријски дивизион                                  | подршка Сплитском корпусу                                                                           |
| Сплитски корпус    | 20. артиљеријски (хаубички) дивизион                       | подршка Сплитском корпусу                                                                           |
| Сплитски корпус    | Елементи артиљеријског дивизиона 5. гардијске бригаде      | подршка Сплитском корпусу                                                                           |
| Сплитски корпус    | 11. противоклопни артиљеријско-ракетни дивизион            | подршка Сплитском корпусу                                                                           |
| Госпићки корпус    | 138. домобрански пук                                       | подручје Саборског                                                                                  |
| Госпићки корпус    | 133. домобрански пук                                       | подручје Саборског                                                                                  |
| Госпићки корпус    | 9. гардијска бригада                                       | без 2. батаљона, подручје Госпића                                                                   |
| Госпићки корпус    | 118. домобрански пук                                       | подручје Госпића                                                                                    |
| Госпићки корпус    | 111. пјешадијска бригада                                   | подручје Госпића                                                                                    |
| Госпићки корпус    | 12. артиљеријски дивизион                                  | подршка Госпићком корпусу                                                                           |
| Госпићки корпус    | 1. гардијска бригада                                       | непосредно подријеђен Главном штабу ХВ; Привремено распоређен у Госпићки корпус од 4. до 6. августа |
| Карловачки корпус  | 104. пјешадијска бригада                                   | подручје Карловца                                                                                   |
| Карловачки корпус  | 110. домобрански пук                                       | подручје Карловца                                                                                   |
| Карловачки корпус  | 137. домобрански пук                                       | подручје Карловца                                                                                   |
| Карловачки корпус  | 14. домобрански пук                                        | подручје Огулина                                                                                    |
| Карловачки корпус  | 143. домобрански пук                                       | подручје Огулина                                                                                    |
| Карловачки корпус  | 99. пјешадијска бригада                                    | подручје Огулина                                                                                    |
| Карловачки корпус  | 1. батаљон 148. пјешадијске бригаде                        | у резерви                                                                                           |
| Карловачки корпус  | 7. противоклопни артиљеријско-ракетни дивизион             | подршка Карловачком корпусу                                                                         |
| Карловачки корпус  | 13. противоклопни артиљеријско-ракетни дивизион            | подршка Карловачком корпусу                                                                         |
| Карловачки корпус  | 33. инжињерска бригада                                     | подршка Карловачком корпусу                                                                         |
| Загребачки корпус  | 17. домобрански пук                                        | подручје Суње                                                                                       |
| Загребачки корпус  | 10. пјешадијска бригада                                    | подручје Суње                                                                                       |
| Загребачки корпус  | 151. пјешадијска бригада                                   | подручје Суње                                                                                       |
| Загребачки корпус  | 2. гардијска бригада                                       | подручје Петриње                                                                                    |
| Загребачки корпус  | 57. пјешадијска бригада                                    | подручје Петриње                                                                                    |
| Загребачки корпус  | 12. домобрански пук                                        | подручје Петриње                                                                                    |
| Загребачки корпус  | 20. домобрански пук                                        | подручје Петриње и Глине                                                                            |
| Загребачки корпус  | 153. пјешадијска бригада                                   | подручје Глине                                                                                      |
| Загребачки корпус  | 202. артиљеријско-ракетни дивизион                         | подршка Загребачком корпусу                                                                         |
| Загребачки корпус  | 67. батаљон војне полиције                                 | подршка Загребачком корпусу                                                                         |
| Загребачки корпус  | 252. независна чета веза                                   | подршка Загребачком корпусу                                                                         |
| Загребачки корпус  | 502. механизована чета АБХО                                | подршка Загребачком корпусу                                                                         |
| Загребачки корпус  | 1. батаљон 33. инжињерске бригаде                          | подршка Загребачком корпусу                                                                         |
| Загребачки корпус  | 31. инжењерска бригада                                     | подршка Загребачком корпусу                                                                         |
| Загребачки корпус  | 36. инжињерско-понтонски батаљон                           | подршка Загребачком корпусу                                                                         |
| Загребачки корпус  | 1. рјечни корпус                                           | подршка Загребачком корпусу                                                                         |
| Загребачки корпус  | 6. артиљеријски дивизион                                   | подршка Загребачком корпусу                                                                         |
| Загребачки корпус  | 8. хаубички артиљеријски дивизион (203 mm)                 | подршка Загребачком корпусу                                                                         |
| Загребачки корпус  | 1. дивизион 16. артиљеријско-ракетне бригаде               | подршка Загребачком корпусу                                                                         |
| Загребачки корпус  | 5. противоклопни артиљеријско-ракетни дивизион             | подршка Загребачком корпусу                                                                         |
| Загребачки корпус  | 1. дивизион 15. противоклопне артиљеријско-ракетне бригаде | подршка Загребачком корпусу                                                                         |
| Бјеловарски корпус | 125. домобрански пук                                       | подручје Јасеновца                                                                                  |
| Бјеловарски корпус | 52. домобрански пук                                        | подручје Јасеновца                                                                                  |
| Бјеловарски корпус | 34. инжињерски батаљон                                     | подручје Јасеновца                                                                                  |
| Бјеловарски корпус | 24. домобрански пук                                        | подручје Јасеновца                                                                                  |
| Бјеловарски корпус | 18. артиљеријски дивизион                                  | подручје Јасеновца                                                                                  |
| Бјеловарски корпус | 121. домобрански пук                                       | подручје Окучана                                                                                    |

| Корпус                      | Јединице                                          | Напомена                                                       |
| --------------------------- | ------------------------------------------------- | -------------------------------------------------------------- |
| Сјевернодалматински корпус  | 75. моторизована бригада                          | супротстављене Сплитском корпусу ХВ                            |
| Сјевернодалматински корпус  | 92. моторизована бригада                          | супротстављене Сплитском корпусу ХВ                            |
| Сјевернодалматински корпус  | 1. лака пјешадијска бригада                       | супротстављене Сплитском корпусу ХВ                            |
| Сјевернодалматински корпус  | 2. пјешадијска бригада                            | супротстављене Сплитском корпусу ХВ                            |
| Сјевернодалматински корпус  | 3. пјешадијска бригада                            | супротстављене Сплитском корпусу ХВ                            |
| Сјевернодалматински корпус  | 4. лака пјешадијска бригада                       | супротстављене Сплитском корпусу ХВ                            |
| Сјевернодалматински корпус  | 7. мјешовити артиљеријски пук                     | супротстављене Сплитском корпусу ХВ                            |
| Сјевернодалматински корпус  | 7. мјешовити противоклопни артиљеријски пук       | супротстављене Сплитском корпусу ХВ                            |
| Сјевернодалматински корпус  | 7. лаки противавионски пук                        | супротстављене Сплитском корпусу ХВ                            |
| Корпус специјалних јединица | 2. гардијска бригада                              | супротстављене Сплитском корпусу ХВ                            |
| Лички корпус                | 9. моторизована бригада                           | супротстављене Госпићком корпусу ХВ                            |
| Лички корпус                | 18. пјешадијска бригада                           | супротстављене Госпићком корпусу ХВ                            |
| Лички корпус                | 50. пјешадијска бригада                           | супротстављене Госпићком корпусу ХВ                            |
| Лички корпус                | 103. лака пјешадијска бригада                     | супротстављене Госпићком корпусу ХВ                            |
| Лички корпус                | 37. гранични батаљон                              | супротстављене Госпићком корпусу ХВ                            |
| Лички корпус                | 15. мјешовити артиљеријски дивизион               | супротстављене Госпићком корпусу ХВ                            |
| Лички корпус                | 15. мјешовити противоклопни артиљеријски дивизион | супротстављене Госпићком корпусу ХВ                            |
| Лички корпус                | 70. пјешадијска бригада                           | супротстављене Госпићком и Карловачком корпусу ХВ              |
| Кордунашки корпус           | 11. пјешадијска бригада                           | супротстављене Карловачком корпусу ХВ                          |
| Кордунашки корпус           | 13. пјешадијска бригада                           | супротстављене Карловачком корпусу ХВ                          |
| Кордунашки корпус           | 19. пјешадијска бригада                           | супротстављене Карловачком корпусу ХВ                          |
| Кордунашки корпус           | 21. гранични одред                                | супротстављене Карловачком корпусу ХВ                          |
| Кордунашки корпус           | 21. противдиверзантски одред                      | супротстављене Карловачком корпусу ХВ                          |
| Кордунашки корпус           | 21. мјешовити противоклопни артиљеријски дивизион | супротстављене Карловачком корпусу ХВ                          |
| Кордунашки корпус           | 75. мјешовити противоклопни артиљеријски одред    | супротстављене Карловачком корпусу ХВ                          |
| Кордунашки корпус           | 75. инжињерски батаљон                            | супротстављене Карловачком корпусу ХВ                          |
| Корпус специјалних јединица | Корпус специјалних јединица                       | без 2. гардијске бригаде; супротстављен Карловачком корпусу ХВ |
| Банијски корпус             | 24. пјешадијска бригада                           | супротстављене Загребачком корпусу ХВ                          |
| Банијски корпус             | 33. пјешадијска бригада                           | супротстављене Загребачком корпусу ХВ                          |
| Банијски корпус             | 31. моторизована бригада                          | супротстављене Загребачком корпусу ХВ                          |
| Банијски корпус             | Артиљеријска група Главног штаба СВК              | супротстављене Загребачком корпусу ХВ                          |
| Банијски корпус             | 26. пјешадијска бригада                           | супротстављена Загребачком и Бјеловарском корпусу ХВ           |
| Војска Републике Српске     | 11. пјешадијска бригада                           | у Републици Српској, на десном боку Банијског корпуса СВК      |

| Корпус    | Јединице            | Напомена                             |
| --------- | ------------------- | ------------------------------------ |
| 5. корпус | 501. брдска бригада | супротстављене Личком корпусу СВК    |
| 5. корпус | 502. брдска бригада | супротстављене Личком корпусу СВК    |
| 5. корпус | 505. брдска бригада | супротстављене Банијском корпусу СВК |
| 5. корпус | 511. брдска бригада | супротстављене Банијском корпусу СВК |

## Ток операције

### 4. август
Операција Олуја је почела у 5 часова 4. августа 1995. када су извиђачки и диверзантски одреди извршили координисане нападе у комбинацији са ваздушним ударима Хрватског ратног ваздухопловства (ХРВ) који су за циљ имали ометање команде, контроле и комуникација Српске војске Крајине. Мировне снаге УН, познате као Операција Уједињених нација за враћање повјерења у Хрватској (Ункро), обавијештене су три часа прије напада када је Хрвоје Шаринић, шеф кабинета предсједника Хрватске, телефонирао команданту Ункроа француском генералу Бернар Жанвијеу. Поред тога, сваки корпус ХВ је обавијестио сектор Ункроа о свом путу напада, тражећи писмену потврду о пријему информација. Ункро је ту информацију пренио властима Српске Крајине, потврђујући упозорење које је примила од Генералштаба Војске Југославије претходног дана.

#### Сектор Југ
На подручју одговорности Сплитског корпуса ХВ, у 5 часова 7. гардијска бригада је након артиљеријске припреме кренула на југ од Босанског Грахова према узвишењу изнад Книна. Суочавајући се са 3. борбеном групом СВК, коју су чинили елементи Сјевернодалматинског корпуса и милиције Српске Крајине, 7. гардијска бригада је остварила своје дневне циљеве и омогућила 4. гардијског бригади ХВ да крене у напад. Сињска оперативна група ХВ, на лијевом боку двије гардијске бригаде, укључила се у напад, а 126. домобрански пук је заузео Униште, преузимајући контролу над подручје изнад пута Сињ—Книн. 144. бригада и 6. домобрански пук потиснули су јединице Српске Крајине. Јединице Шибеничке оперативне групе ХВ суочиле су се са 75. моторизованом бригадом и дијелом 2. пјешадијске бригаде СВК. Ту су 142. и 15. домобрански пукови незнатно напредовали на простору између Крке и Дрниша, док је 113. пјешадијска бригада остварила нешто веће напредовање на свом лијевом боку, до Чисте Велике. На подручју Задарске оперативне групе ХВ, 134. домобрански пут (без свог 2. батаљона) није остварио успјехе, док су 7. домобрански пук и 112. бригада оствариле малу предност над 92. моторизованом и 3. пјешадијском бригадом СВК код Бенковца. На Велебиту су 2. батаљон 9. гардијске бригаде, ојачан четом 7. домобранског пука, и 2. батаљон 134. домобранског пука наишли на јак отпор, али су довољно напредовали да обезбједе употребу пута Обровац — Свети Рок. У 16.45 часова одлуку о евакуацији становништва са подручја сјеверне Далмације и Лике донио је Врховни савјет одбране Српске Крајине на челу са предсједником Миланом Мартићем. Према генерал-мајору СВК Милисаву Секулићу, Мартић је наредио евакуацију у нади да ће наговорити Милошевића и међународну заједницу да помогну Српској Крајини. Ипак, евакуација је проширена на цјелокупне секторе Сјевер и Југ, осим подручја Кордуна. Увече се Главни штаб СВК премјестио из Книна у Срб.
Хрватска специјална полиција је у 5 часова остварила напредак до превоја Мали Алан на Велебиту, наилазећи на снажан отпор 4. лаке бригаде и елемената 9. моторизоване бригаде СВК. Прелаз је заузет у 13 часова, а село Свети Рок око 17 часова. Хрватска специјална полиција је напредовала даље од Малог Алана, наилазећи на већи отпор у 21 час, а затим су се налазили у биваку до 5 часова ујутру. 9. моторизована бригада СВК се повукла у Удбину након што је била приморана да напусти своје положаје на Велебиту. Ујутру је Хрватска специјална полиција заузела Ловинац, Грачац и Медак.
На подручју одговорности Госпићке оперативне групе ХВ, 138. домобрански пук и 1. батаљон 1. гардијске бригаде отпочели су у јутарњим часовима напад у правцу истока у рејону Мале Капеле, наилазећи на јак отпор 70. пјешадијске бригаде СВК. Остатак 1. гардијске бригаде придружио се око поноћи. 133. домобрански пук кренуо је у напад источно од Оточца, према Врховинама, покушавајући да окружи 50. пјешадијску бригаду и елементе 103. пјешадијске бригаде СВК кроз маневар клијешта. Иако је пук напредовао, није успио да оствари свој циљ тог дана. На десном боку пука, 128. бригада ХВ напредовала је заједно са 3. батаљоном 8. домобранског пука и пресјекла пут Врховине—Кореница. Остатак 9. гардијске бригаде, главнина 118. домобранског пука и 111. пјешадијска бригада ХВ напредовале су источно од Госпића и Личког Осика, наилазећи на врло јак отпор 18. пјешадијске бригаде СВК. Због ових неуспјеха, Госпићки корпус ХВ је окончао дан неиспуњавајући циљеве који су му били задати.

#### Сектор Сјевер
У рејону Огулина на подручју одговорности Карловачког корпуса ХВ, 99. бригада, ојачана саборском четом 143. домобранског пука, кренула је ка Плашком у 5 часова, али су снаге заустављене и у хаосу су се повукле до 18 часова. 143. домобрански пук напредовао је од Јосипдола према Плашком, наилазећи на минска поља и снажан отпор СВК. Његови елементи су се спојили са 14. домобранским пуком, напредујући од Бариловића према Слуњу. Недалеко од Карловца, 137. домобрански пук је око поноћи 3. на 4. август распоредио четири извиђачке чете, након чега је услиједила артиљеријска припрема и прелазак ријеке Коране у 5 часова. Напредовању је жесток отпор пружила 13. пјешадијска бригада СВК, али је мостобран до краја дана био стабилан. 110. домобрански пук, ојачан четом 137. домобранског пука, напредовао је на исток ка путу који води јужно од Карловца према Војнићу и Слуњу, гдје је наишао на јак отпор и претрпио више жртава од нагазних мина, што је деморалисало јединицу и спријечило њено даље напредовање. Поред тога, придружене чете 137. домобранског пука и 104. бригаде нису успјеле да обезбједе бокове пука. 104. бригада је покушала да пријеђе ријеку Купу у 5 часова, али није успјела и вратила се на почетни положај до 8 часова, када је пребачена на мостобран који је успоставио 110. домобрански пук. 143. домобранском пуку је сљедећег дана ради извршења операције прикључена једна чета 99. бригаде, а борбена група од 250 војника је издвојена из бригаде и потчињена непосредно Карловачком корпусу.
На подручју одговорности Загребачког корпуса ХВ, јединице су се кретале преко ријеке Купе на двије тачке према Глини — у Покупском и недалеко од њега, помоћу 20. домобранског пука и 153. бригаде. Оба прелаза су успоставила мостобране, иако је већина јединица била принуђена да се повуче док је СВК извршила противнапад — само су батаљон 153. бригаде и елементи 20. домобранског пука држали своје положаје. Прелази преко ријеке су подстакли Главни штаб СВК да нареди 2. оклопној бригади Корпуса специјалних јединица да крене из Слуња ка мостобранима, пошто је напредовање ХВ угрозило витални пут у Глини. 2. гардијска бригада ХВ и 12. домобрански пук имали су задатак да брзо заузму Петрињу, коју је држала 31. моторизована бригада СВК, маневром клијешта. Првобитни план, који је укључивао ударе шест до седам километара јужно од Петриње, Басарац је измијенио и непосредно напао град. На десном боку, пук је убрзо заустављен минским пољима и приморан је на повлачење, док је главнина 2. гардијске бригаде напредовала све док се није поколебала након губитка команданта чете и пет војника. Остатак 2. гардијске бригаде — ојачан 2. батаљоном, елементима 12. домобранског пука, 5. противтенковског артиљеријског дивизиона и 31. инжињерског батаљона — образовао је тактичку групу 2 (ТГ-2) која је дјеловала на лијевом крилу напада. ТГ-2 је напредовала из правца Мошћенице, недалеко од Петриње, али је заустављена након што су погинули командант 2. батаљона и шест војника. 31. моторизована бригада СВК је такође била у паници, али је успјела да стабилизује своју одбрану пошто је добила појачање. 57. бригада ХВ напредовала је јужно од Петриње, с намјером да дође до пута Петриња — Хрватска Костајница, али је налетјела на минско поље гдје је погинуо командант бригаде, док је 101. бригада у позадини претрпјела јаку артиљеријску ватру и губитке. У рејону Суње, 17. домобрански пук и чета 151. бригаде безуспјешно су напали положаје 26. пјешадијске бригаде СВК. Касније тог дана, одвојени напад остатка 151. бригаде такође је био неуспјешан. 103. бригада ХВ напредовала је до пруге Суња — Сисак, али је морала да се повуче под јаком ватром. Загребачки корпус није успио да испуни ниједан задани циљ првог дана. То је приписано неадекватном људству и због тога је корпус затражио мобилизацију 102. бригаде и 1. и 21. домобранског пука. 2. гардијска бригада је ојачана 1. батаљоном 149. бригаде, која се раније налазила у резерви у Иванић Граду.
На подручју одговорности Бјеловарског корпуса два батаљона 125. домобранског пука прешла су ријеку Саву код Јасеновца, осигурала мостобран за праћење јединица ХВ и напредовала према Хрватској Дубици. Иза два батаљона ишла је додатна чета истог пука, батаљон 52. домобранског пука, 265. извиђачко–диверзантска чета и на крају борбена група 24. домобранског пука. Извиђачки вод 52. домобранског пука прешао је ријеку Саву на територији Републике Српске, успоставио мостобран за двије пјешадијске чете и потом уништио пут Босанска Дубица — Градишка прије него што се вратио на територију Старе Градишке. Јединице Бјеловарског корпуса стигле су до предграђа Хрватске Дубице прије ноћи. Исте ноћи, војници СВК и цивилно становништво напустили су град. Избјегли су на југ преко ријеке Саве у Републику Српску.

### 5. август

#### Сектор Југ
ХВ није напредовала према Книну у ноћи 4. на 5. август, када је Главни штаб СВК наредио батаљону 75. моторизоване бригаде да иступи сјеверно од Книна. Сјевернодалматински корпус СВК постао је све некоординисанији како је 4. гардијска бригада ХВ напредовала јужно према Книну, штитећи десни бок 7. гардијске бригаде. Посљедњи је наишао на слаб отпор и ушао у град око 11 часова. За команданта новооснованог Книнског корпуса ХВ именован је генерал-пуковник Иван Чермак. Сињска оперативна група је извршила своје циљеве, заузела Козјак и Врлику, а наишла је на слаб отпор пошто се 1. лака бригада СВК распала, повукла у Книн и касније у Лику. До 20 часова, јединице Шибеничке оперативне групе напредовале су до Поличника (113. бригада), Ђеврсака (15. домобрански пук) и заузеле Дрниш (142. домобрански пук), док се 75. моторизована бригада СВК повлачила према Србу и Босанском Петровцу заједно са 3. пјешадијском и 92. моторизованом бригадом, остављајући слаб отпор јединицама Задарске оперативне групе. 7. домобрански пук је заузео Бенковац, док је 112. бригада ушла у Смилчић, а елементи 9. гардијске бригаде стигли су до Обровца.
138. домобрански пук и 1. гардијска бригада напредовале су до Личке Јесенице, а посљедња је даље притискала према Саборском, а 2. батаљон 119. бригаде ХВ је увече стигао на то подручје. 133. домобрански пук је ојачан батаљоном 150. бригаде, чиме је пук могао да оствари циљеве од претходног дана, дјелимично окружујући трупе СВК у Врховинама. 154. домобрански пук је мобилисан и распоређен у рејон Личког Лешћа. 9. гардијска бригада (без свог 2. батаљона) напредовала је према ваздухопловној бази Удбина, одакле су трупе СВК почеле да се повлаче. 111. бригада и 118. домобрански пук су остварили мање добитке, повезујући се иза линија СВК.

#### Сектор Сјевер
143. домобрански пук је напредовао према Плашком, исте вечери га и заузео, док је 14. домобрански пук заузео Примишље, 12 километара сјеверозападно од Слуња. У 0.30 часова, 13. пјешадијска бригада и једна чета 19. пјешадијске бригаде СВК извршиле су противнапад на мостобран на Корани, што је изазвало панику међу главнином 137. домобранског пука ХВ и бјекство преко ријеке. Остао је само један вод пука, али трупе СВК нису искористиле прилику да униште мостобран. Ујутру, пук је поново заузео мостобран, појачан борбеном групом од 350 припадника из састава 104. бригаде (укључујући тенковски вод и вишецјевне бацаче ракета) и четом 148. бригаде из оперативне резерве Карловачког корпуса ХВ. Пук и борбена група успјели су да продуже мостобран према путу Карловац — Слуњ. 110. домобрански пук је поново напао јужно од Карловца, али напад је одбила припремљена одбрана СВК. Исте ноћи, Карловачки корпус је одлучио да премјести елементе 110. домобранског пука и 104. бригаде на мостобран на Корани, док се 13. пјешадијска бригада СВК повукла на десну обалу Коране на подручје око 30 километара сјеверно од Слуња.
Загребачки корпус ХВ је оставио мање напредовање или чак уопште није напредовао другог дана операције. Дио 2. гардијске бригаде добио је наређење да крене према Глини са 20. домобранским пуком који је скромно напредовао, док је 153. бригада напустила свој мостобран. На подручју Петриње, ХВ је постепено напредовала да би у неким подручјима била потиснута противнападом СВК. Резултати су поништени уз значајне губитке нападом 2. гардијске бригаде. По наређењу предсједника Туђмана команданта Загребачког корпуса замијенио је генерал-потпуковник Петар Стипетић. ХВ је прекомандовала 102. бригаду на подручје Глине, а 57. бригада је ојачана 2. батаљоном 149. бригаде. 145. бригада је премјештена из Поповаче у рејон Суње, гдје су 17. домобрански пук и 151. бригада слабо напредовали у подручју под контролом СВК.
На подручју одговорности Бјеловарског корпуса ХВ, 52. и 24. домобрански пук који су напредовали са истока и 125. домобрански пук који се приближавао са сјевера, заузели су Хрватску Дубицу. 125. домобрански пук је поставио гарнизон у град, док је 52. домобрански пук кренуо на сјеверозапад према очекиваним положајима Загребачког корпуса, али су кашњења Загребачког корпуса спријечила било какво повезивање. 24. домобрански пук је напредовао око четири километра према Хрватској Костајници, када су га зауставиле трупе СВК. Као одговор, корпус је позвао батаљон и извиђачки вод 121. домобранског пука из Нове Градишке да помогну у потискивању града. 505. и 511. брдска бригада АРБиХ напредовале су на сјевер до Двора и везале 33. пјешадијску бригаду СВК — једину резервну јединицу Банијског корпуса.

### 6. август
ХВ је 6. августа извршила акције чишћења подручја око Обровца, Бенковца, Дрниша и Врлике, у вријеме Туђмановог доласка у Книн. Након обезбјеђивања својих циљева на Велебиту или у његовој близини, Хрватска специјална полиција је распоређена иза линија СВК како би спријечила кретање српских трупа, заузимајући стратешку раскрсницу у селима Брувно у 7 часова и Отрић у 11 часова.
У поноћ су елементи 501. и 502. брдске бригаде АРБиХ кренули западно од Бихаћа на снаге Личког корпуса СВК, која су заостале од почетка битке. 501. бригада је зашла око 10 км на хрватску територију, до Личког Петровог Села и Плитвичких језера до 8 часова. 502. бригада је заузела радар и комуникационе објекте СВК на планини Пљешевица и наставила према Кореници, гдје су је зауставиле јединице СВК. 1. гардијска бригада ХВ стигла је до Раковице и спојила се са 5. корпусом АРБиХ на подручју Дрежник-Града до 11 часова. Имали су подршку 119. бригаде и батаљона 154. домобранског пука ХВ распоређених на подручју Тржачке Раштеле и Личког Петровог Села. Поподне у Тржачкој Раштели за медије је одржана церемонија поводом спајања. 138. домобрански пук је у потпуности окружио Врховине, које су до краја дана заузели 8. и 133. домобрански пук, појачани батаљоном 150. бригаде. 128. бригада ХВ је ушла у Кореницу, док је 9. гардијска бригада наставила даље према Удбини.
143. домобрански пук је наставио до Броћанца, гдје се повезао са 1. гардијском бригадом. Одатле је пук наставио ка Слуњу, у пратњи елемената 1. гардијске бригаде и 14. домобранског пука, а гдје су заузели у 15 часова. Напредовање 14. домобранског пука подржавала је 148. бригада, чувајући бокове пука. 13. пјешадијска бригада СВК се повукла из Слуња, заједно са цивилним становништвом, крећући се на сјевер према Топуском. Напад 137. домобранског пука и елемената разних јединица, које су га допуњавале, проширили су мостобран и повезали их са 14. домобранским пуком у Вељуну, 18 км сјеверно од Слуња. Остатак 149. бригаде (без 1. батаљона) прекомандован је из Загребачког корпуса у Карловачки корпус као појачање 137. домобранског пука. У 11 часова постигнут је споразум између СВК и цивилних власти у Глини и Вргинмосту, којим је обезбијеђена евакуација цивила из тог подручја. 502. брдска бригада АРБиХ је такође кренула на сјевер, заузимајући Велику Кладушу — главни град Западне Босне — помоћу бочног маневра до краја дана.
ТГ-2 је послије тешке артиљеријске припреме кренула ка Петрињи око 7 часова. 12. домобрански пук ушао је у град са запада и затим је распоређен у петрињски гарнизон и његову околину. Послије губитка Петриње, главнина Банијског корпуса СВК отпочела је повлачење ка Двору. 57. бригада ХВ је напредовала насупрот слабом отпору и преузела контролу над путем Петриња—Костајница. Током ноћи с 6. на 7. август, 20. домобрански пук, уз подршку хрватске полиције и елемената 153. бригаде, заузео је Глину упркос снажном отпору. Затим је 153. бригада заузела положаје који су омогућили наставак напредовања ка селу Маја у координацији са 2. гардијском бригадом, која је кренула јужно од Петриње према Зринској гори уз пропратне акције чишћења терена. 140. домобрански пук је чувао бокове 2. гардијској бригади на сјеверној падини Зринске горе, док је 57. бригада заузела Уметић. 103. и 151. бригада и 17. домобрански пук напредовали су према Костајници, уз појачање батаљона 145. бригаде који је стигао тог поподнева. Око поднева се 151. бригада повезала са јединицама Бјеловарског корпуса на путу Суња — Хрватска Дубица. Они су потом добили задатак да обезбједе путеве у том подручју.
Заузимањем Глине, трупе ХВ су заробиле већину Кордунашког корпуса СВК и око 35.000 цивила који су евакуисани на подручје Топуског, због чега је командант корпуса тражио заштиту Ункроа. 1. гардијска бригада, која се приближавала Топуском из правца Војнића, добила је наређење да крене ка Кордунашком корпусу, али је наређење поништио у поноћ начелник Главног штаба ХВ. Умјесто тога, Загребачком корпусу је наложено да припреми јединицу јачине бригаде која ће пратити ненаоружана лица и официре и подофицире СВК с пиштољима до Двора и омогућити им прелазак у Републику Српску. На основу информација добијених од трупа УН, вјеровало се да ће се трупе СВК предати на Банији.
У Костајницу је ушао батаљон 121. домобранског пука, док је борбена група 24. домобранског пука осигуравала државну границу. 52. домобрански пук се спојио са Загребачким корпусом, а затим окренуо на југ према граду и стигао до њега исте вечери. Заузимањем Костајнице, испуњени су сви циљеви Бјеловарског корпуса ХВ.

### 7. август
1. хрватски гардијски здруг стигао је на подручје Книна да би се повезао са елементима 4, 7. и 9. гардијске бригаде, која је сљедећег дана имала задатак да оствари напредак према сјеверу. И команда Сплитског корпуса прешла је у Книн. Хрватска специјална полиција је наставила ка Горњем и Доњем Лапцу и стигла до 14. часова, као и на границу између подручја одговорности Госпићког и Сплитског корпуса. Хрватска специјална полиција је до 15 часова успоставила контакт и са 4. гардијском бригадом у Отрићу и јединицама Госпићког корпуса у Удбини. До 19 часова батаљон специјалне полиције стигао је до границе код Кулен Вакуфа, обезбјеђујући то подручје.
Ујутру је 9. гардијска бригада (без свог 2. батаљона) заузела Удбину, гдје се спојила са 154. домобранским пуком, прилазећи са супротне стране Крбавског поља. До краја дана извршени су циљеви додијељени Госпићком корпусу.
Из Огулина у Слуњ је премјештено истурено командно мјесто Главног штаба ХВ, које је преузело непосредну команду над 1. гардијском бригадом, 14. домобранским пуком и 99. бригадом. 14. домобрански пук је обезбједио слуњско подручје и распоредио своје снаге на лијеву обалу Коране, ради повезивања са карловачком специјалном полицијом, које је у том тренутку напредовала. Елементи пука и 99. бригаде обезбјеђивали су државни границу на том подручју. 1. гардијска бригада напредовала је према Кордуну, док је Карловачки корпус преоријентисао свој главни правац напада. 110. домобрански пук и елементи 104. бригаде у раним поподневним часовима стигли су углавном напуштеног Војнића, а за њима 1. гардијска бригада, 143. домобранска бригада и 137. домобрански пук. До вечери су им се придружиле и друге јединице ХВ.
2. гардијска бригада напредовала је од Маје према Двору, али на око 25 км прије града зауставиле су је јединице СВК које су штитиле повлачење СВК и цивила према граду. Елементи бригаде су вршили чишћења терена. 33. пјешадијска бригада СВК држала је друмски мост преко ријеке Уне у Двору који је повезивао Републику Српску Крајину и Републику Српску. Бригаду је савладао 5. корпус АРБиХ, која се затим повукла јужно од Уне, док су 13. пјешадијска бригада СВК и цивили са Кордуна прилазили Двору. Елементи 17. домобранског пука и 145. и 151. бригаде ХВ стигли су у Двор преко Костајнице и дошли су у контакт са 13. пјешадијском бригадом и елементима 24. пјешадијске и 2. оклопне бригаде СВК, који су се повукли из Глине. Како није дошло до очекиване предаје Кордунашког корпуса СВК, ХВ је добио наређење да се поново ангажује. Упркос великим џеповима отпора, хрватски министар одбране Гојко Шушак је прогласио да су велике операције завршене у 18 часова, 84 часа од почетка операције.

### 8—14. август
4. и 7. гардијска бригада, 2. батаљон 9. гардијске бригаде и 1. хрватски гардијски корпус су 8. августа напредовале на сјевер до Личке Калдрме и границе са БиХ, елиминишући посљедњи већи џеп отпора СВК у Доњем Лапцу и околини Срба до 20 часова и постизања свих циљева Сплитског корпуса. Након заузимања Војнића, главнина јединица Карловачког корпуса ХВ је добила задатак чишћења у свом подручју одговорности. Елементи 2. гардијске бригаде стигли су до границе са БиХ југозападно од Двора, гдје су биле у току борбе за пуну контролу над градом, и спојили се са 5. корпусом БиХ.
Пошто је Туђман тог поподнева наредио прекид војних операција, Кордунашки корпус СВК је прихватио предају. Преговори о условима предаје одржани су истог дана у 13.20 часова на командном мјесту украјинског контингента Ункроа у Глини, а документ је потписао у 14 часова у Топуском. Хрватску је представљао генерал-потпуковник Петар Стипетић, док су Српску Крајину представљали командант Кордунашког корпуса СВК пуковник Чедо Булат и министар унутрашњих послова Тошо Пајић. Услови предаје прецизирали су примопредају наоружања, осим официрског, наредног дана и евакуацију лица из Топуског преко Глине, Сиска и аутопута Загреб — Београд у Србију, под заштитом хрватске војне и цивилне полиције.
Специјална полиција је 9. августа предала своје положаје ХВ, након што је за четири дана прешла више од 150 км пјешке. У Вргинмост је ушла 1. гардијска бригада, а за њом остале јединице ХВ. 110. и 143. домобрански пук изводили су акције чишћења терена око Вргинмоста и Ласиње. 137. домобрански пук изводио је акције чишћења терена у рејону Војнића, а 14. домобрански пук на подручју Слуња, Цетинграда и Раковице. ХВ је успоставила контролу у Двору касно увече, убрзо након што су цивили завршили евакуацију. Бројне домобранске јединице ХВ су касније добиле задатак да изврше чишћење терена.
57. бригада ХВ је 10. августа стигла до границе са БиХ јужно од Гвозданског, док су елементи 2. гардијске бригаде стигли до Двора, а 12. домобрански пук је заузео Матијевиће, јужно од Двора, на граници са БиХ. Загребачки корпус је извијестио да је цијела државна граница у његовом подручју одговорности обезбјеђена и да су сви циљеви операције Олуја постигнути. Акције чишћења на Банији трајале су до 14. августа, а специјалне јединице полиције укључивале су се у акције на Зринској и Петровој гори.

## Операције ваздухопловства
Хрватско ратно ваздухопловство (ХРВ) је 4. августа 1995. располагало са 17 авиона МиГ-21, пет јуришних и девет транспортних хеликоптера, три транспортна авиона и два извиђачка ваздухоплова. Првог дана операције, тринаест авиона МиГ-21 је коришћено за уништавање или онеспособљавање шест циљева у подручју одговорности Госпићког и Загребачког корпуса, док је једна летјелица теше оштећена, а три лакше. Истог дана три хеликоптера Ми-8 коришћена су за медицинску евакуацију. EA-6B и F/A-18 Америчке морнарице у патроли у оквиру операције Спријечити лет пуцали су ракетама земља—ваздух на положаје СВК у Удбини и Книну, док су радари били приковани на летјелице. Неколико извора тврди да су били распоређени као средство одвраћања, пошто су се трупе УН нашле под ватром ХВ, а накнадни извјештај Савјета безбједности УН само напомиње да је распоређивање било резултат погоршања војне ситуације и резултујуће ниске безбједности мировњака у тој области. 105. ваздухопловна бригада СВК, са сједиштем у Удбини, 4. августа је практично без ефекта распоредила хеликоптере на Велебит против хрватске специјалне полиције и против циљева на подручју Госпића.
Ратно ваздухопловство СВК је 5. августа почело евакуацију на аеродром Залужани код Бање Луке, довршавајући подухват истог дана. Истовремено, ХРВ је распоредило 11 авиона МиГ-21 за напад на објекте за комуникацију и складиште, као и на пет других војних положаја широм Српске Крајине. Тог дана, ХРВ је такође распоредио хеликоптере Ми-24 за напад на оклопне јединице СВК код Сиска и пет хеликоптера Ми-8 за транспорт жртава и премјештање трупа и терета. Пет авиона МиГ-21 ХРВ задобило је лака оштећења током процеса. Сљедећег дана, авиони су погодили командно мјесто СВК, мост и још најмање четири циља недалеко од Карловца и Глине. Ми-24 је распоређен на подручје Слуња за напад на тенкове СВК, док су три Ми-8 превозила рањено особље и залихе. Додатни пар авиона МиГ-21 био је распоређен да патролира ваздушним простором изнад Иванић-Града и пресретне два борбена авиона Ратног ваздухопловства Републике Српске, али то нису успјели због магле у околини и ниског летења. Авиони ВРС су потом успјели да изврше ударе на хемијски комбинат Петрохемија у Кутини.
Два авиона ВРС напала су 7. августа село недалеко од Нове Градишке, сјеверно од Саве. ХРВ је бомбардовала командно мјесто СВК, складиште и неколико тенкова код Босанског Петровца. Авиони ХРВ су такође погодили колону српских избјеглица код Босанског Петровца, при чему је погинуло деветоро људи, од чега четворо дјеце. ХРВ је 8. августа извела своје посљедње борбене налете у операцији, ударима на тенкове и оклопна возила између Босанског Новог и Приједора, а два авиона МиГ-21 су оштећена том приликом. Истог дана, војни посматрачи УН распоређени на хрватским аеродромима тврдили су да је ХРВ напала војне циљеве и цивиле на подручју Двора, гдје су избјегличке колоне помијешане са СВК која је превозила тешко наоружање и велике количине муниције. Укупно, ХРВ је извршила 67 налета блиске ваздушне подршке, три напада хеликоптерима, седам извиђачких, четири борбене ваздушне патроле и 111 налета транспортних хеликоптера током операције Олуја.

## Друге координисане операције
С циљем заштите одбране сектора Сјевер и Југ, ХВ је започела дефанзивне операције, док је ХВО започео ограничену офанзиву сјеверно од Гламоча и Купреса, како би приковао дио трупа ВРС, и искористио ситуацију и стекао положаје за даље напредовање. 2. и 3. гардијска бригада ХВО напале су 5. августа положаје ВРС сјеверно од Томиславграда, постижући мали напредак како би осигурали повољније положаје за предстојеће нападе у правцу Шипова и Јајца, док је дио 2. крајишког корпуса ВРС био везан. Као посљедица цјелокупног стања на ратишту, ВРС је била ограничена на неколико контранапада око Бихаћа и Гламоча, јер није имала резерве. Најзначајнији контранапад извео је 2. крајишки корпус ВРС у ноћи 11. на 12. август. Пробио се кроз 141. бригаду, коју је чинила пјешадијска резерва ХВ, стигао је до предграђа Босанског Грахова, гдје је контранапад окончан дјеловањем по једног батаљона из састава 4. и 7. гардијске бригаде ХВ, уз подршку 6. и 126. домобранског пука.

### Операција Феникс
У источној Славонији, Осјечки корпус ХВ имао је задатак да спријечи напредовање на запад СВК или ВЈ и изврши контранапад на подручје Вуковара које је држала СВК. Мисија Осјечког корпуса носила је кодни назив операција Феникс. Корпус је командовао 3. и 5. гардијском бригадом, као и са шест других бригада ХВ и седам домобранских пукова. Додатна појачања биле су специјализоване јединице на нивоу корпуса, које су биле непосредне потчињене Главном штабу ХВ, укључујући и дио ескадриле јуришних хеликоптера Ми-24. Мада је између ХВ и 11. славонско-барањског корпуса СВК размјењивана артиљеријска и малокалибарска ватра, ипак није дошло до већег напада. Најзначајнији координисани напори СВК десили су се 5. августа, када су размјену ватре употпунила три ваздушна напада СВК и напад пјешадије и тенкова на Нуштар, сјевероисточно од Винковаца. ВЈ је због операције Олуја спровела мобилизацију и распоредила знатан број артиљеријских оруђа, тенкова и пјешадије у пограничном подручју недалеко од источне Славоније, али није учествовала у борбама.

### Операција Маестрал
На југу Хрватске, ХВ је распоређена с циљем заштите Дубровника од Херцеговачког корпуса ВРС са штабом у Требињу и ВЈ у Которском заливу. План под кодним називом операција Маестрал подразумијевао је ангажовање 114, 115. и 163. бригаде, 116. и 156. домобранског пука, 1. домобранског батаљона (Дубровник), 16. артиљеријског батаљона, 39. артиљеријског батаљона и покретне обалске артиљеријске батерије ХВ. Подручје је ојачано 8. августа 144. бригадом, пошто је јединица испунила своје циљеве у операцији Олуја, па је пребачена у Дубровник. ХРВ је ангажовала два авиона МиГ-21 и два хеликоптера Ми-24 распоређена у Сплит. Хрватска ратна морнарица је у сврху подршке операција распоредила корчулански, брачки и хварски одред морнаричке пјешадије, као и ракетне чамце, миноловце, противподморничке борбене бродове и обалску артиљерију.

## Критике операције
Операција Олуја је постала највећа европска копнена битка од Другог свјетског рата, обухватајући линију фронта од 630 км. Исход операције је био одлучујућа побједа Хрватске, која је успоставила контролу над 10.400 км² територије, што је око 18,4% укупне површине земље. Као губици хрватске војске и специјалне полиције најчешће се наводи 174 погинула и 1430 рањених, али извјештај хрватске владе припремљен недјељама након операције наводи 211 погинулих или нестали, 1100 рањених и три заробљена војника. До 21. августа, хрватске власти су опоравиле и сахраниле 560 војника Српске војске Крајине који су погинули током борби. ХВ је заробила 4000 војника СВК, 54 оклопна и 497 других возила, шест авиона, стотине артиљеријских оруђа и преко 4000 комада пјешадијског наоружања. Погинула су четири мировњака УН — три током дејстава ХВ и један током дејства СВК — а 16 је повријеђено. ХВ је уништила 98 осматрачких пунктова УН.
Успјех ХВ био је исход низа побољшања ХВ и кључних продора на положаје СВК, што су касније искористиле ХВ и АРБиХ. Напад није на сваком дијелу фронта био успјешан, али је заузимање кључних положаја довело до пропасти командне структуре СВК и укупне одбрамбене способности. Хрватско заузимање Босанског Грахова непосредно прије операције Олуја и напредовање специјалне операције ка Грачацу, учинили су одбрану Книна скоро немогућом. У Лици, двије гардијске бригаде ХВ су брзо пресјекле подручје под контролом СВК без тактичке дубине или мобилне резерве, изолујући џепове отпора и тиме поставили 1. гардијску бригаду ХВ на положај који јој је омогућио да уђе у зону одговорности зборног подручја Карловац, потискујући снаге СВК према Банији. Пораз СВК код Глине и Петриње, након тешких борби, довео је и до пораза 39. банијског корпуса СВК, пошто је његову резерву приковала АРБиХ. Снаге СВК су имале могућност да потпуно или дјелимично обуздају нападе регуларних бригада и домобранства ХВ, али су се напади гардијских бригада и специјалне полиције показали као одлучујући. Пуковник Ендру Лесли, командант Ункроа на подручју Книна, оцијенио је операцију Олуја као операцију из уџбеника која би по стандардима Натоа „постигла А+”.
Чак и да АРБиХ није пружила помоћ, ХВ би готово сигурно сама поразила 39. банијски корпус СВК, али по већој цијени. Недостатак резерви био је кључна слабост СВК коју су искористиле ХВ и АРБиХ, пошто статична одбрана СВК није могла да се носи са брзим нападима. СВК није била у стању да се носи са маневрима заобилажења, а Корпус специјалних јединица СВК се показао као пропали покушај мобилне резерве, задржавајући 1. гардијску бригаду ХВ јужно од Слуња мање од једног дана. СВК је традиционално рачунала на ВРС и ВЈ као на своју стратешку резерву, али је ситуацију у Босни и Херцеговини приковала резерве ВРС, а ВЈ није интервенисала јер предсједник Милошевић није издао такво наређење. Чак и да је намјеравао да интервенише, брзина битке би Југославији дала веома ограничено вријеме за распоређивање одговарајућих појачања за СВК.

## Избјегличка криза
Масовни егзодус и евакуација Срба из Српске Крајине довели су до значајне хуманитарне кризе. У августу 1995, УН је процијенио да је на Кордуну и Банији (бивши сектор Сјевер) остало само 3.500 Срба, а у Лици и сјеверној Далмацији (бивши сектор Југ) 2.000, док је више од 150.000 избјегло у Југославију, а између 10.000 и 15.000 стигло у околину Бање Луке. Међународни медији и међународне организације наводе да је број српски избјеглица чак 200.000. Такође, 21.000 бошњачких избјеглица из Западне Босне избјегло је у Хрватску.
Док је око 35.000 српских избјеглица, заробљених са Кордунским корпусом СВК који се предао, евакуисано у Југославију преко Сиска и аутопута Загреб — Београд, већина избјеглица је пратила пут кроз Републику Српску, стигавши тамо преко Двора у Банији или преко Срба у Лици — два коридора за српску територију која су остала, док је ХВ напредовала. Двије тачке повлачења настале су као посљедица одлагања напредовања Зборног подручја Сплит ХВ према сјеверу, након заузимања Книна и одлуке да се цијела 2. гардијска бригада ХВ не користи за напредовање јужно од Петриње. СВК која се повлачила, превозећи велике количине оружја, муниције, артиљерије и тенкова, која се често мијешала са евакуацијом или егзодусом цивила, имала је мало путева за коришћење. Колоне које су бјежале су повремено нападали авиони ХРВ и ХВ, размјењујући ватру са СВК која се налазила у близини цивилних колона. Избјеглице су такође биле на мети трупа АРБиХ. Хрватски цивили су 9. августа у Сиску напали конвој избјеглица који се евакуисао из бившег сектора Сјевер према условима споразума о предаји Кордунског корпуса СВК. У нападу је погинуо један цивил, више повређено и оштећен већи број возила. Хрватска полиција је интервенисала након што су посматрачи цивилне полиције УН извршили притисак на њих да то учине. Сљедећег дана, амерички амбасадор Галбрајт се придружио колони да их заштити, а присуство хрватске полиције дуж планиране руте се повећало.
Ради смањења доказа о политичком неуспјеху, југословенске власти су настојале да избјеглице распореде у разним дијеловима Србије и спријече њихову концентрацију у Београду. Власт је охрабривала насељавање избјеглица у претежно мађарским областима Војводине, као и Косову и Метохији, које је било углавном насељено Албанцима, што је повећало нестабилности у тим областима. Иако је планирано да 20.000 буде насељено на Косову и Метохији, само 4.000 се преселило у покрајину. Послије 12. августа, српске власти почеле су да депортују дио војно способних избјеглица, проглашавајући их илегалним мигрантима. Они су предати ВРС или СВК у источној Славонији, Барањи и западном Срему на регрутацију. Неки од војних обвезника су јавно понижавани и претучени због дезертерства из СВК. Било је случајева у којима су избјеглице исељавале војвођанске Хрвате из домова у потрази за новим смјештајем. Слично, избјеглице које су смјештај тражиле у околини Бање Луке, из домова су исељавале Хрвате и Бошњаке.

### Повратак избјеглица
На почетку рата у Хрватској, у периоду од 1991. до 1992, насилно је протјерано више од 220.000 Хрвата и других несрба са територије под контролом крајишких Срба, пошто је основана РСК. Након операције Олуја, дио тих избјеглица, као и хрватске избјеглице из Босне и Херцеговине, населио се у значајном броју стамбених јединица на подручју које је раније држала СВК, што је представљало препрјеку за повратак српских избјеглица. Од септембра 2010, од 300.000—350.000 Срба који су избјегли из Хрватске током цијелог рата, регистровано је 132.707 повратника, али се вјерује да само 60—65% њих стално борави у земљи. Међутим, још само 20.000—25.000 јесте заинтересовано за повратак у Хрватску. Од 2010. у Србији је остало око 60.000 српских избјеглица из Хрватске.
МКТЈ је навео да чињенице да је Хрватска усвојила дискриминаторске мјере након исељавања српских цивила из Крајине не значи да је то исељавања било изнуђено. Human Rights Watch је 1999. извијестио да Срби не уживају своја грађанска права као хрватски држављани, због дискриминаторских закона и праксе, као и да често нису били у могућности да се врате и живе у Хрватској слободно. Повратак избјеглица је отежавало неколико препрјека. Укључујући, власништво над имовином и смјештај, пошто су се хрватске избјеглице населиле у напуштене куће, а хрватско ратно законодавство је одузимали станарска права избјеглицама које су некада живјеле у стамбеним зграда у владином власништву. Закон је укинут након рата, а повратницима је понуђен алтернативни смјештај. До новембра 2010. додијељено је 6.538 стамбених јединица. Друга препрјека била је отежан начин да избјеглице добију статус боравка или хрватско држављанство. Од тада је примјењивано законодавство ублажено, а до новембра 2010. Хрватска је дозволила валидацију личних докумената које су издавале власти Српске Крајине. Иако је Хрватска прогласила општу амнестију, избјеглице се плаше судског гоњења, јер се амнестија не односи на ратне злочине.
Amnesty International у извјештају за 2015. и 2017. изражава забринутост због сталних препрјека на које Срби наилазе при покушају повратка имовине. Такође, Срби у Хрватској су и даље били суочени са дискриминацијом при запошљавању у јавном сектору и враћању станарских права на социјалне станове напуштене током рата. У извјештајима је указано и на говор мржње, „евоцирање фашистичке идеологије”, док се право на употребу матерњег језика и писма и даље политизовало и није спроводило у неким градовима.

## Ратни злочини
Међународни кривични трибунал за бившу Југославију (МКТЈ), основан 1993. на основу Резолуције 827 Савјета безбједности УН, поднио је оптужницу против Готовине, Чармака и Маркача за ратне злочине, нарочито због њихове улоге у операцији Олуја, наводећи њихово учешће у удруженом злочиначком подухвату с циљем трајног уклањања Срба с простора Српске Крајине. У оптужници је прецизирано да су у удружени злочиначки подухват били укључени и Туђман, Шушак, Бобетко и Червенко, али су сви осим Бобетка били мртви прије подизања прве релевантне оптужнице МКТЈ 2001. године. МКТЈ је поднио оптужницу против Бобетка, али је умро годину дана касније, прије него што је могао бити изручен ради суђења пред МКТЈ. Суђење Готовини и другима почело је 2008, што је довело до осуђујућих пресуда Готовини и Маркачу и ослобађајуће пресуде Чермаку три године касније. Готовина и Маркач су по жалби ослобођени оптужби у новембру 2012. године. МКТЈ је закључио да операција Олуја није имала за циљ етнички прогон, јер цивили нису били намјерна мета. Жалбено вијеће је констатовало да су Хрватска војска и специјална полиција починиле злочине након артиљеријског напада, али државни и војни врх нису имали никакву улогу у планирању и спровођењу злочина. МКТЈ је закључио да Хрватска није имала конкретну намјеру да протјера Србе из земље. Такође, нису утврдили да су Готовина и Маркач играли улогу у усвајању дискриминаторских напора којим је спријечен повратак српских цивила. Двоје судија од пет у вијећу се није сложило са овом пресудом. Случај је покренуо значајна питања везано за ратно право и описан је као преседан.
Ставови о томе да ли је сама операција Олуја у цјелини била ратни злочин и даље су различити. Изасланик ЕУ Карл Билт оптужио је Хрватску за најефикасније етничко чишћење спроведено током распада Југославије. Хрватска је то демантовала тврдећи да је „позивала Србе да остану”, али према извјештају УН хрватски војници су учествовали у гранатирању српских подручја, убијању цивила, а биле су дозвољене пљачке и паљења српских домова. Његово гледиште подржавају бројни западни аналитичари, као што је професорка Мари-Жанин Чалић, писац Адам Лебор и професор Пол Мојзес, док историчари Џерард Тоал и Карл Т. Далман издвајају операцију од „праксе етничког чишћења” до којих дошло током офанзиве. Тврдње о етничком чишћењу одбацио је тадашњи амерички амбасадор Галбрајт. Историчар Марко Атила Хор се не слаже да је та операција била чин етничког чишћења и истиче да је руководство крајишких Срба евакуисало цивилно становништво као одговор на хрватску офанзиву; према њему, без обзира на њихове намјере, Хрвати никада нису имали прилику да организују њихово протјеривање. Званичници Црвеног крста, посматрачи Уједињених нација и западне дипломате осудили су Галбрајтово порицање етничког чишћења, при чему је један амбасадор рекао да га је Галбрајтова опаска оставила „без ријечи”. Готовинини адвокати Лука Мишетић, Грег Кехо и Пајам Ахаван у поднеску одбране одбацили су оптужбе за масовно протјеривање српског становништва. Позивали су се на свједочење начелника Главног штаба СВК Милета Мркшића у МКТЈ, који је навео да је 4. августа 1995. негдје послије 16 часова, управо Милан Мартић и његово особље донијели одлуку о евакуацији српског становништва из Крајине у Срб, село које се налазило недалеко од границе са БиХ. Мојзес напомиње да је Срвима њихова команда наредила да оду, при чему је „у кратком року” дошло до масовног егзодуса из цијеле Крајине. У налазима МКТЈ се наводе и докази који указују на то да је генерал Готовина „усвојио бројне мјере” да спријечи и обузда злочине и општи неред након артиљеријских напада, укључујући бројне злочине над српским цивилима.
У фебруару 2015, по окончању случаја о геноцида између Хрватске и Србије, Међународни суд правде (МСП) одбацио је српску тужбу у којој је наведено да је операција Олуја представљала чин геноцида, доношењем пресуде у којој се наводи да Хрватска није имала конкретну намјеру да истријеби Србе у земљи, иако је поново потврдио да су се догодили тешки злочини над српским цивилима. Суд је такође утврдио да је ХВ оставила приступачне путеве за бјекство за цивиле. Такође су утврдили да су челници Хрватске, у највећој мјери, предвидјели да ће војна офанзива имати за посљедицу егзодус велике већине српског становништва, да су били задовољни том посљедицом и да су жељели да подстакну одлазак српских цивила, али не утврђују постојање конкретне намјере која карактерише геноцид. Према пресуди, српски цивили који су напуштали своје домове, као и они који су остали у заштићеним подручјима УН, били су изложени разним облицима узнемиравања како од стране припадника ХВ, тако и од хрватских цивила. Колона избјеглица је гранатирана 8. августа.
Број цивилних жртава у операцији Олуја је споран. Српски извори наводе 1.192 погинула или нестала цивила. Државно одвјетништво Републике Хрватске тврди да је током операције и непосредно послије убијено 214 цивила — 156 у 24 случаја ратних злочина и још 47 као жртве убистава. Хрватски хелсиншки одбор оспорава ту тврдњу и наводи да је у истом периоду убијено 677 цивила. Када је поднесен као доказ, МКТЈ је одбацио њихов извјештај због изјава без извора и двоструких уноса које је извјештај садржао. Тужиоци МКТЈ одредили су да је дошло до 324 смртна случаја цивила. Званичници хрватске владе процјењују да су током операције убијена 42 хрватска цивила.
Тешко је утврдити тачан број уништене имовине током и након операције Олуја, јер је велики број кућа већ претрпио штету од почетка рата. Human Rights Watch (HRW) процјењује да је више од 5.000 кућа уништено током и након операције. Од 122 српске православне цркве у околини, уништена је једна, а 17 оштећено, али је већина оштећења на црквама настала прије егзодуса Срба. HRW је такође извијестио да су огромну већину злостављања током операције Олуја починиле хрватске снаге. Ова злостављања, која су настављена у великим размјерама мјесецима након тога, укључивала су погубљења по кратком поступку старијих и немоћних Срба који су остали у својим домовима и масовно паљење и уништавање српских села и имовине. У мјесецима након операције Олуја, најмање 150 српских цивила је погубљено по кратком поступку, а још 110 особа је насилно нестало. Један од примјера је покољ у Вариводама, у коме је убијено девет српских цивила. Други забиљежени злочини над српским цивилима током или након операције Олуја догодили су се у Комићу, Кијанима, Голубићу, Уздољу, Груборима и Гошићу.
Од новембра 2012, хрватске власти су примиле 6.390 пријава о злочинима почињеним на том подручју током или након операције Олуја, а осудиле су 2.380 особа за пљачке, паљевине, убиства, ратне злочине и друга незаконита дјела. Од истог датума у току су још 24 судска поступка за ратне злочине везане за операцију Олуја. Српске власти су 2012. истраживале пет случајева ратних злочина почињених током операције Олуја. На 25. годишњицу операције, Balkan Investigative Reporting Network анализирала је документе са суђења МКТЈ и утврдила да је врло мали број починилаца убистава српских цивила приведен правди, док нико од команданата одговорних јединица није одговарао.

## Посљедице
Слом Српске Крајине навео је руководство Републике Српске да схвати да се о рјешењу рата у Босни и Херцеговини мора преговарати што је прије могуће, уједно је преокренуо ток рата на штету Срба, дајући америчкој дипломатији снажан подстицај. Остварење циљева операције Олуја представљало је стратешку побједу за бошњачку страну рата у БиХ, јер је окончана блокада Бихаћа, а омогућено је хрватском и бошњачком руководству да планира војну интервенцију пуног обима на подручју под контролом ВРС у околини Бање Луке — са циљем стварања новог односа снага у БиХ, тампон зоне дуж хрватске границе и окончању ратних сукоба. Интервенција је остварена кроз операцију Маестрал 2 у септембру 1995. године. У комбинацији са ваздушном кампањом Натоа у БиХ, операција је довела до почетка мировних преговора који ће резултирати Дејтонским мировним споразумом неколико мјесеци касније. Развој догађаја је такође довео до враћања преосталих подручја под контролом крајишких Срба у источној Славонији, Барањи и западном Срему под хрватску контролу кроз Ердутски споразум, чиме је у новембру окончан рат у Хрватској.
Лакоћа којом је ХВ постигла побједу изненадила је многе посматраче док су западне обавјештајне службе предвиђале хрватски пораз. Међународне реакције на операцију Олуја брзо су еволуирале од емотивних аргумената, који подржавају било коју страну у сукобу, до оних који су мирно процјењивали стање на терену. Званичници УН и већина међународних медија критиковали су Хрватску. Карл Билт, преговарач ЕУ за бившу Југославију, јавно је осудио Хрватску, док је специјални представника УН Столтенберг позвао личног представника Генералног секретара УН Јасушија Акашија да затражи ударе Натоа на ХВ. Њемачки министар спољних послова Клаус Кинкел изразио је жаљење, али је додао да су „… године српске агресије… тешко искушале стрпљење Хрватске”. Амерички одговор је био помијешан. Док се министар одбране Вилијам Пери позитивно одразио на војни развој догађаја, амерички амбасадор у Хрватској Питер Галбрајт је изразио своје неодобравање. Савјет безбједности УН је 10. августа издао Резолуцију 1009, према којој се тражи да Хрватска заустави војне операције, осуђујући гађање мировних снага УН и позивајући на наставак преговора — али не позивајући на повлачење ХВ. До 18. августа, америчке дипломате у тиму Роберта Фрасуреа, који је имао задатак да посредује у БиХ, вјеровале су да је операција Олуја дала шансу њиховој дипломатској мисији да успије, одржавајући мишљење америчког предсједника Била Клинтона да Срби неће озбиљно преговарати ако не претрпе велике војне поразе.
Предсједник Србије Слободан Милошевић је осудио хрватски напад, али је штампа под његовим утицајем такође осудила руководство Српске Крајине као неспособно, док су најрадикалнији политичари, укључујући Војислава Шешеља, тражили одмазду против Хрватске. Предсједник Републике Српске Радован Караџић тражио је помоћ Војске Југославије, оптужујући Милошевића за издају.
У Хрватској су јединице ХВ које су учествовале у операцији приликом враћања у своје базе дочекане као јунаци, а установљена је медаља за учешће у операцији Олуја. Хрватска је 26. августа организовала Воз слободе (хрв. Vlak slobode) — обилазак пругом у којем су учествовали Туђман и већина владиних званичника, јавне личности, новинари и дипломатски кор, а кретао се од Загреба до Карловца, Госпића, Книна и Сплита. Туђман је одржао говор на свакој од станица. У Книну је изјавио „… овај дан… можемо назвати даном завршетка хрватског повијесног крижа. Ово је стварање темеља за самосталну и независну суверену Хрватску државу, за будућа стољећа.… [Срби] нису имали времена да покупе ни своје прљаве паре, девизе нити гаће.” На завршном говору у Сплиту, гдје се окупило око 300.000 људи, Туђман је обећао да ће ослободити и Вуковар.
Прва оптужница у Србији за ратне злочине током „Олује” покренута је 2022. године.

## Комеморација
Срби и Хрвати имају супротстављене ставове о операцији Олуја. Србија и Република Српска 5. август — дан пада Книна — обиљежавају жаљењем за страдалим Србима и онима који су избјегли током или након операције. У Хрватској се тај дан обиљежава као Дан побједе и домовинске захвалности и Дан хрватских бранилаца, хрватски државни празник којим се званично обиљежава операција Олуја.
Обиљежавању 23. годишњице операције и церемоније у Книну присуствовао је пуковник Иван Машуловић, војни аташе Црне Горе у Хрватској. Био је то први пут да је Црна Гора послала изасланика у Книн. Овај потез су оштро критиковали српски и просрпски политичари у Црној Гори и српски медији. Нова српска демократија, политичка странка из Црне Горе, назвала је Машуловића издајником, као и оне који су га послали „на прославу злочина над српским народом”. Поједини су га упоредили са фашистичким колаборационистом Секулом Дрљевићем. Министарство одбране Црне Горе бранило је одлуку о слању изасланика, наводећи да „Црна Гора не жели никад више водити туђе битке, већ је окренута свом развоју и напретку и изградњи добросусједских односа са свим земљама у окружењу”, и да такав однос има према „блиској и пријатељској Србији” и „блиској и пријатељској Хрватској”, НАТО савезнику.
На 25. годишњици операције, церемонији у Книну први пут је присуствовао српски политички представник, потпредсједник хрватске владе Борис Милошевић. Његов потез је поздрављен широм Хрватске, а предсједник хрватске владе Андреј Пленковић је изјавио да је то „добра ствар за хрватско друштво, за односе између Хрвата и српске мањине у Хрватској, добра је за односе између Хрватске и Србије и добра је порука модерне, савремене Хрватске”. Међу истакнутим политичарима који су похвалили његов долазак у Книн били члан опозиционе Социјалдемократске партије (СДП) Пеђа Грбин, предсједник Самосталне српске демократске странке (СДСС) Милорад Пуповац, лидер Демократског савеза Хрвата Војводине (ДСХВ) Томислав Жигманов, градоначелник Книна Марко Јелић и пензионисани генерал Павао Миљевац. Милошевићев потез наишао је на критике Домовинског покрета (ДП) и припадника паравојске Хрватске одбрамбене снаге. Лидер ДП Мирослав Шкоро одбио је да учествује на свечаној церемонији, упркос томе што је био потпредсједник Сабора, и навео да „нема разлога за било какво помирење”. Потез су негативно оцијениле и владе Србије и Републике Српске. На прослави су премијер Пленковић, предсједник Зоран Милановић и генерал Готовина упутили поруке помирења и саосјећања и за српске цивилне жртве. Србија и Република Српска су одржале заједничку комеморацију на мосту Рача преко Саве, док је на самом мосту била постављена сцена са глумцима обученим као избјеглице које сједе у аутомобилима и тракторима из времена распада Југославије.